# Tapinoma indicum
Tapinoma indicum är en myrart som beskrevs av Auguste-Henri Forel 1895. Tapinoma indicum ingår i släktet Tapinoma och familjen myror.

## Underarter
Arten delas in i följande underarter:
- T. i. indicum
- T. i. timidum